# Na santarella
(espressioni rivolte alla Santarella dalla Madre Superiora nella commedia)
Na santarella è una commedia scritta da Eduardo Scarpetta nel 1889 e rappresentata per la prima volta il 15 maggio dello stesso anno al Teatro Sannazaro di Napoli.

## Il ciclo scarpettiano di Eduardo De Filippo

### Prefazione
Eduardo De Filippo nel testo intitolato Eduardo De Filippo presenta Quattro commedie di Eduardo e Vincenzo Scarpetta (edizioni Einaudi, collana Gli struzzi, Torino 1974), di cui ha curato la redazione, scrive di voler presentare la carriera di drammaturgo di Eduardo Scarpetta attraverso le sue commedie più significative delle quali Lu curaggio de nu pompiere napulitano rappresenta il momento dell'esordio, Li nepute de lu sinneco il periodo più maturo artisticamente che raggiungerà la punta più alta con Na santarella. Dopo il ritiro dalle scene di Eduardo Scarpetta la sua opera fu ben proseguita dal figlio Vincenzo che con la quarta commedia 'O tuono 'e marzo ben s'inserisce nell'eredità scarpettiana.
Ciò che più ha caratterizzato l'arte di Eduardo Scarpetta e che si riflette in queste quattro opere, è stata, secondo Eduardo, la capacità di introdurre continui rinnovamenti non solo nella composizione delle sue commedie, ma in tutti gli aspetti dell'arte scenica: dalla recitazione, al trucco del volto, alle scene.
Con una breve introduzione a ciascuna delle commedie Eduardo poi si propone di dare alcune notizie su il mondo del teatro di allora.

### Introduzione alla commedia

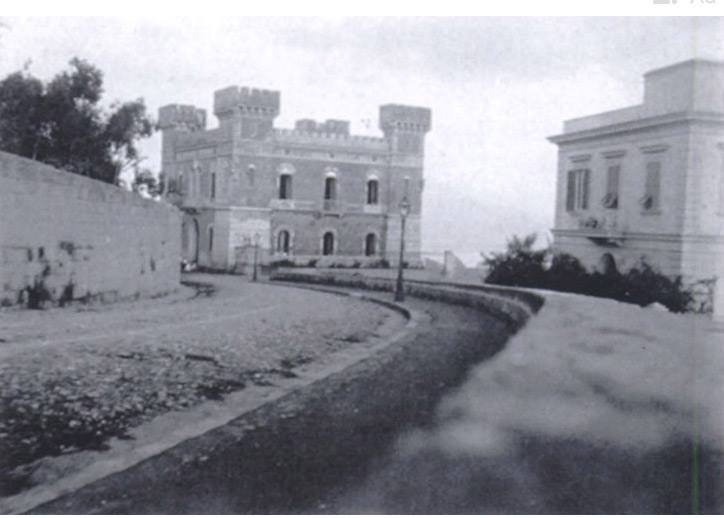
Villa Santarella nella prima metà del XX secolo

Con questa commedia Scarpetta raggiunse un grandissimo successo di pubblico e di cassetta, tanto che con i proventi fece costruire una villa al Vomero che chiamò La Santarella tanto famosa che lo stesso comune di Napoli chiamò la strada che portava alla villa Viale Santarella, nome che rimase nell'uso anche dopo che l'intitolazione della strada fu cambiata. In riconoscenza per i lauti guadagni realizzati Scarpetta fece innalzare nell'ingresso del palazzo che aveva al centro di Napoli, tre statue raffiguranti i personaggi principali della commedia.
L'opera deriva dall'operetta di Henri Meilhac e Albert Millaud Mam'zelle Nitouche di cui Scarpetta, come racconta nell'autobiografia Cinquant'anni di palcoscenico, conservò la trama ma cambiò completamente l'ambientazione e le caratterizzazioni dei personaggi, tolse tutto il terzo atto che si svolgeva in una caserma «grazioso nell'operetta ma poco adatto alla scena di prosa, specialmente di un teatro dialettale» e, in più, per dare vivacità comica alla commedia, introdusse tre nuovi personaggi con funzioni di macchiette: il Marchesino Sparice, il cuoco cabalista e il vecchio sagrestano.
Così trasformata la commedia fu rappresentata, con immutabile successo, per centodieci sere consecutive e più di mille furono le recite date in tutt'Italia.
Anche Eduardo apportò dei cambiamenti alle rappresentazioni, sia teatrali sia televisive, della commedia, introducendo al terzo atto due lunghi monologhi di Felice Sciosciammocca che nella commedia originale non compaiono perché non venivano scritti, ma affidati alla recitazione a soggetto degli attori.
Aggiunse anche un nuovo personaggio, quello di suor Teresa, che sorveglia l'educanda nel colloquio con il giovane tenente, affidandole anche una scena con Michele, il custode del convento.

## La trama
Felice Sciosciammocca ha una doppia vita: di giorno, suona musiche sacre come organista del convento delle Rondinelle e insegna musica alle educande, di notte, invece, di nascosto delle monache, si reca a Napoli dove, sotto la falsa identità di "Arturo Maletti", è conosciuto come autore di operette, di cui una dal titolo "La figlia dell'imperatore". Il suo segreto viene però scoperto da un'educanda sbarazzina, Nannina, detta santarella, per il fatto che ostenta con tutti, specie con la superiora, donna Rachele, un comportamento ingenuo e innocente.
A dare il via all'azione drammatica è la decisione dello zio di Nannina di darla in sposa al tenente Eugenio Poretti, ufficiale di cavalleria. Di questa decisione l'educanda viene tenuta all'oscuro dicendole che dovrà recarsi a Roma con Felice Sciosciammocca, che dovrebbe accompagnarla, appunto a sua insaputa, dal futuro sposo. Ma Santarella, appassionata dell'operetta di Sciosciammocca, che conosce a memoria, lo ricatta minacciando che se non la condurrà al Teatro del Fondo, dove è messa in scena "La figlia dell'imperatore", rivelerà alle monache la sua attività licenziosa di autore di operette.
La prima donna dello spettacolo, Cesira, ingelosita dalla presenza della ragazza, che crede amante di Felice, abbandona la scena per essere sostituita da Nannina, di cui Eugenio Poretti casualmente si innamora, ignaro che ella sia la ragazza che le è stata promessa in sposa.
Inevitabile la conclusione finale: lo spettacolo avrà un gran successo e i due giovani si sposeranno felicemente.

## Trasposizioni televisive
Una versione televisiva, diretta e interpretata dallo stesso Eduardo De Filippo, fu trasmessa in Italia sulla Rai il 7 febbraio 1975.